# José San Bartolomé Llaneces
José San Bartolomé Llaneces – hiszpański malarz.
Studiował na Królewskiej Akademii Sztuk Pięknych św. Ferdynanda w Madrycie, jego nauczycielem był malarz i fotograf Pedro Martínez de Hebert. Od 1886 roku mieszkał w Paryżu, gdzie dołączył do grupy hiszpańskich artystów. Razem z Franciskiem Domingiem Marquesem i Maximem Juderiasem Caballero tworzyli prace przedstawiające utrzymane w XVII-wiecznym stylu sceny.
W 1901 roku podarował Muzeum Prado rzeźbę Goi, która obecnie znajduje się w Kościele San Antonio de la Florida w Madrycie. Dzięki protekcji królowej Marii Krystyny powrócił do Hiszpanii, gdzie kontynuował pracę jako malarz. Zginął 11 grudnia 1919 śmiercią samobójczą.